# Симватий Арменеца
Симбватий или Саватий, наричан Арменеца (на гръцки: Συμβάτιος или Σαββάτιος ὁ Ἀρμένιος), е византийски аристократ и сановник от средата на 60-те години на IX век.
Симватий бил зет на кесаря Варда, фактическия управител на Византийската империя по време на късното царуване на неговия племенник Михаил III (842 – 867). До 866 г. Симватий притежава ранга на патрикий и изпълнява длъжността на логотет на дрома.
Въпреки връзките си с Варда в желанието си да заеме неговото място Симватий изиграва водеща роля в заговора, който довежда до убийството на кесаря на 21 април 866 г. Когато император Михаил III публично оправда убийството на Варда на 26 май, заявява, че Симватий и друг дворцов сановник, паракимоменът Василий, са го предупредили, че Варда възнамерява да го свали от престола.
Въпреки това Михаил издига Василий в кесарски сан, а не Симватий, който трябвало да се задоволи да бъде обявен за стратег на Тракезийската тема в Мала Азия. Оттам през лятото на 866 г. Симватий, подкрепен от управителя на тема Опсикион, Георги Пигани, вдига бунт срещу нарастващата роля на Василий в управлението.
Бунтът претърпява поражение през следващата зима, а водачите му са арестувани. Симватий бил осакатен, губейки едното си око и дясната си ръка. Освен това той бил публично унизен, като е принуден да проси в продължение на три дни из улиците на един от столичните квартали, преди да бъде поставен под домашен арест. Въпреки това, когато Василий детронира Михаил III и става едноличен император през септември 867 г., той отменя наказанието на Симватий и другите бунтовници и им върнал конфискуваното имущество..

## Препратки
1. 1 2 3  PmbZ , Symbatios (#7169).
2. ↑  Златарски 1971, с. 182; PmbZ, Symbatios (#7169).
3. ↑  Дил & Рамбо 1992, II; PmbZ, Symbatios (#7169).
4. ↑  Дил & Рамбо 1992, III; PmbZ, Symbatios (#7169).